# Weiterndorf (Heilsbronn)

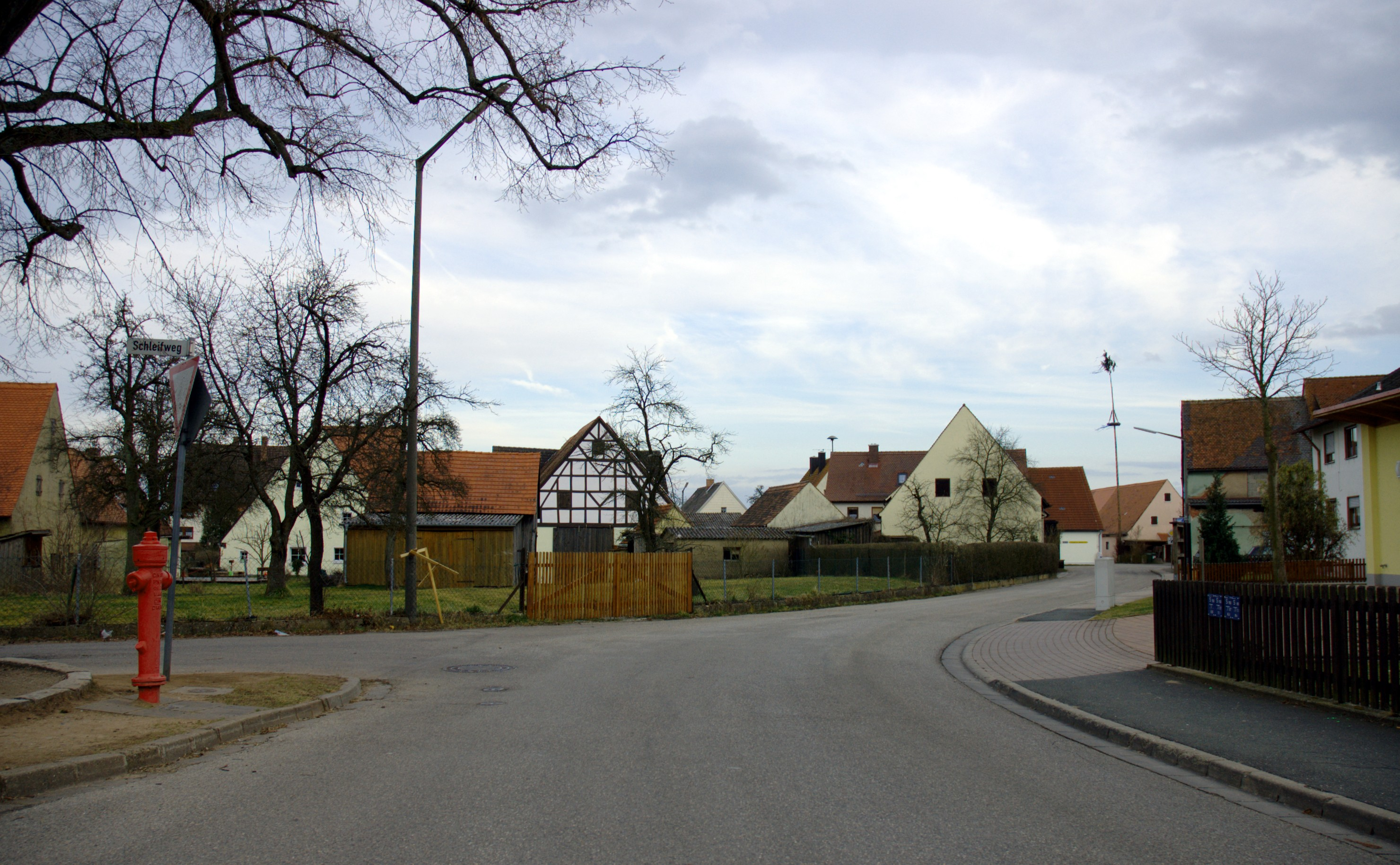
Im Ort

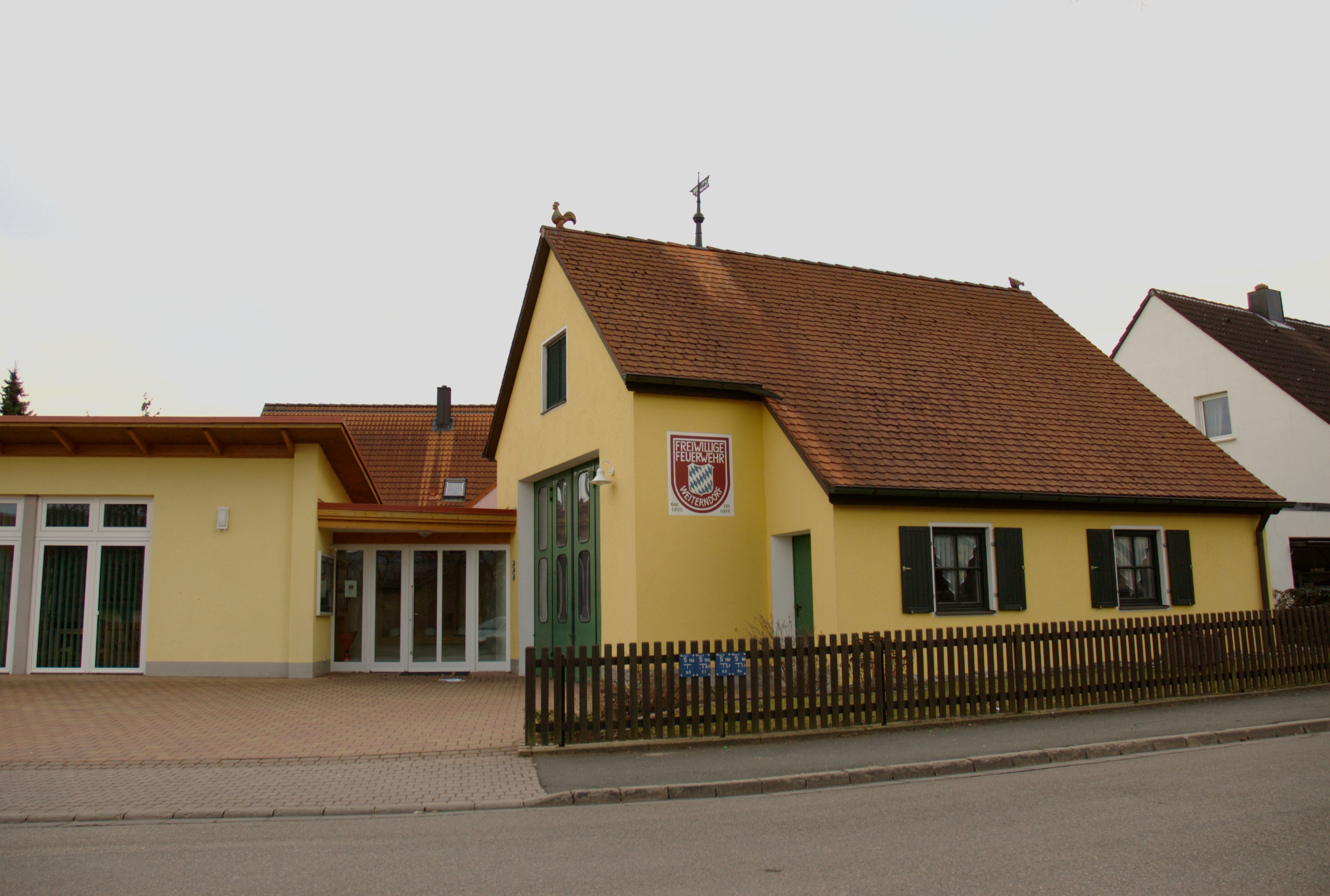
Feuerwehrhaus

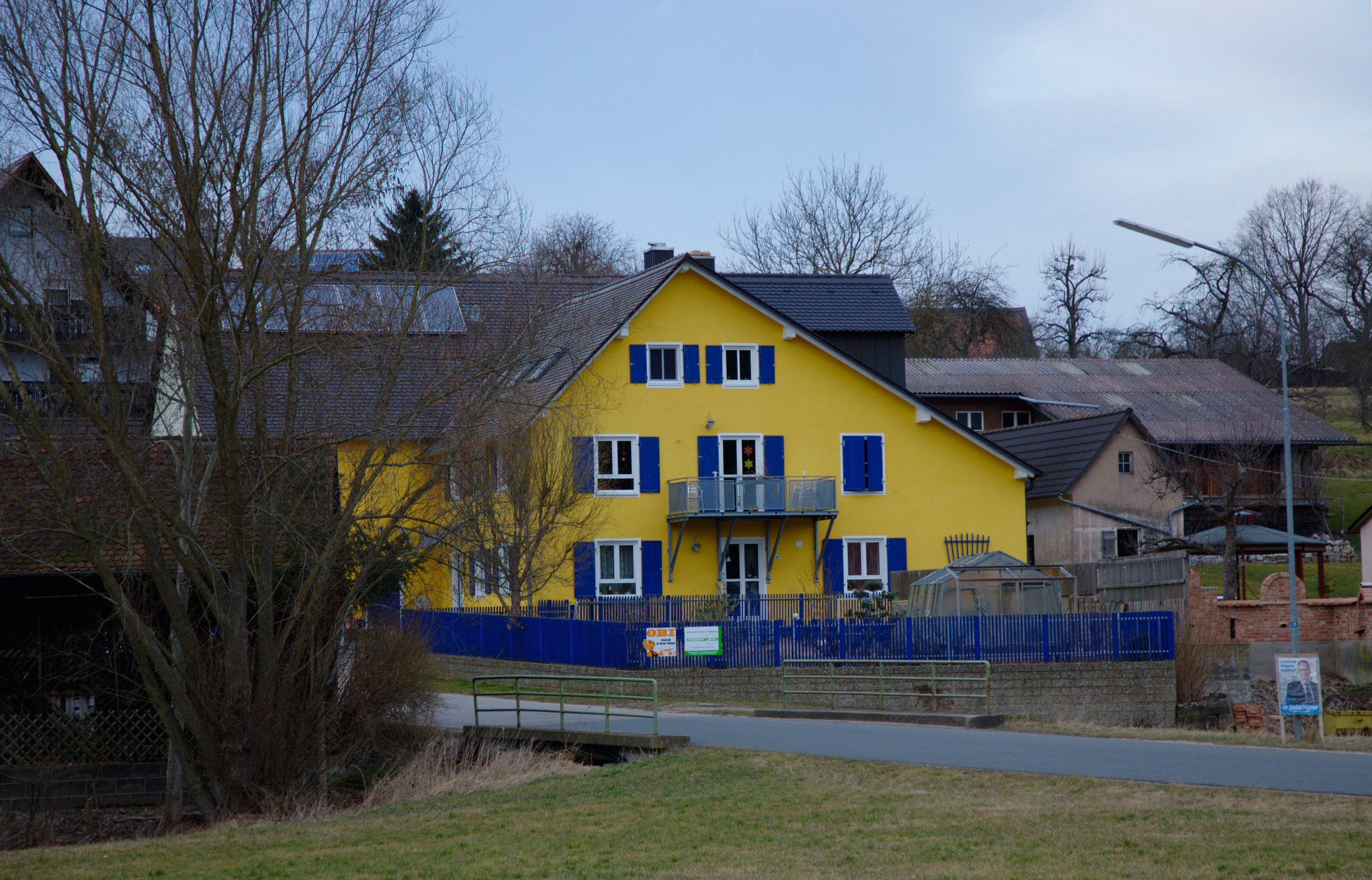

Weiterndorf (fränkisch: „Waidandorf“) ist ein Gemeindeteil der Stadt Heilsbronn im Landkreis Ansbach (Mittelfranken, Bayern). Die Gemarkung Weiterndorf hat eine Fläche von 4,060 km². Sie ist in 711 Flurstücke aufgeteilt, die eine durchschnittliche Fläche von 5709,64 m² haben. In ihr liegt neben dem namensgebenden Ort der Gemeindeteil Butzenhof.

## Geografie
Südlich des Dorfs fließt die Schwabach. Eine Gemeindeverbindungsstraße führt zu einer Anschlussstelle der B 14 (0,6 km westlich). Eine weitere Gemeindeverbindungsstraße verläuft zum Gewerbegebiet Rainstraße von Heilsbronn (0,7 km nördlich) bzw. über den Butzenhof nach Weißenbronn (1,3 km südlich).

## Geschichte
Der Ort wurde in der Gründungsurkunde des Klosters Heilsbronn (1132) als „Witramenesdorf“ erstmals erwähnt. Das Bestimmungswort des Ortsnamens ist der Personenname Wîtram, der als Gründer des Ortes anzunehmen ist. Zu diesem Zeitpunkt bestand der Ort aus mindestens vier Höfen, die dem Kloster überlassen wurden. Im Laufe der Zeit kam das Kloster in den Besitz aller Anwesen.
Im 16-Punkte-Bericht des Klosteramts Heilsbronn aus dem Jahr 1608 wurden für Weiterndorf 13 Mannschaften verzeichnet: die neun Bauern und vier Köbler hatten das Klosterverwalteramt Heilsbronn als Grundherrn. Daneben gab es noch einen Schafhof und eine Schäferei. Das Hochgericht übte das brandenburg-ansbachische Kasten- und Stadtvogteiamt Windsbach aus. Während des Dreißigjährigen Krieges wurde Weiterndorf zwar nicht abgebrannt, jedoch mehrfach überfallen und ausgeplündert. Nur vier der 14 Anwesen blieben während des Kriegs bewohnt. Selbst 1681 galten noch sechs Höfe als verödet.
Gegen Ende des 18. Jahrhunderts gab es in Weiterndorf 16 Anwesen (3 Höfe, 9 Güter, 1 Schafhof, 1 Schmiede, 1 Mühle, Gemeindehirtenhaus). Das Hochgericht übte das brandenburg-ansbachische Richteramt Roßtal aus, die Dorf- und Gemeindeherrschaft und die Grundherrschaft über alle Anwesen hatte das Klosterverwalteramt Heilsbronn. Es gab zu dieser Zeit 15 Untertansfamilien. Von 1797 bis 1808 unterstand der Ort dem Justiz- und Kammeramt Cadolzburg.
1806 kam Weiterndorf an das Königreich Bayern. Im Rahmen des Gemeindeedikts wurde Weiterndorf dem 1808 gebildeten Steuerdistrikt Bürglein und der 1810 gegründeten Ruralgemeinde Bürglein zugeordnet. Mit dem Zweiten Gemeindeedikt (1818) entstand die Ruralgemeinde Weiterndorf, zu der Butzenhof und Weiterndorfer Mühle gehörten. Sie war in Verwaltung und Gerichtsbarkeit dem Landgericht Heilsbronn zugeordnet und in der Finanzverwaltung dem Rentamt Windsbach. Von 1862 bis 1879 gehörte Weiterndorf zum Bezirksamt Heilsbronn, ab 1880 zum Bezirksamt Ansbach (1939 in Landkreis Ansbach umbenannt) und zum Rentamt Heilsbronn (1919–1929: Finanzamt Heilsbronn, seit 1929: Finanzamt Ansbach). Die Gerichtsbarkeit blieb beim Landgericht Heilsbronn (1879 in Amtsgericht Heilsbronn umbenannt), seit 1956 ist das Amtsgericht Ansbach zuständig. Die Gemeinde hatte 1964 eine Gebietsfläche von 4,073 km². Im Zuge der Gebietsreform in Bayern wurde Weiterndorf am 1. April 1971 nach Heilsbronn eingemeindet.

### Baudenkmäler
In Weiterndorf gibt es drei Baudenkmäler:
- Dorfstraße 5: ehemalige Schafscheune des Klosters Heilsbronn
- Am Mühlberg 14: ehemalige Wassermühle des Klosters
- Zum Mitterfeld 3: ehemaliges Forsthaus

### Einwohnerentwicklung
Gemeinde Weiterndorf
| Jahr      | 1818   | 1840   | 1852   | 1855   | 1861   | 1867   | 1871   | 1875   | 1880   | 1885   | 1890   | 1895   | 1900   | 1905   | 1910   | 1919   | 1925   | 1933   | 1939   | 1946   | 1950   | 1952   | 1961   | 1970   |
| Einwohner | 125    | 150    | 151    | 148    | 139    | 148    | 128    | 150    | 144    | 152    | 131    | 125    | 124    | 127    | 127    | 149    | 144    | 128    | 127    | 189    | 197    | 215    | 188    | 207    |
| Häuser    | 24     | 25     |        |        |        |        | 28     |        |        | 30     | 29     |        | 28     |        |        |        | 29     |        |        |        | 28     |        | 32     |        |
| Quelle    | [ 21 ] | [ 22 ] | [ 23 ] | [ 23 ] | [ 24 ] | [ 25 ] | [ 26 ] | [ 27 ] | [ 28 ] | [ 29 ] | [ 30 ] | [ 31 ] | [ 32 ] | [ 31 ] | [ 33 ] | [ 31 ] | [ 34 ] | [ 31 ] | [ 31 ] | [ 31 ] | [ 35 ] | [ 31 ] | [ 16 ] | [ 36 ] |

Weiterndorfer Mühle
| Jahr      | 001818 | 001840 | 001861 | 001871 | 001885 |
| Einwohner |        | 7      | 6      | 7      | 7      |
| Häuser    | 1      | 2      |        |        | 2      |
| Quelle    | [ 15 ] | [ 22 ] | [ 24 ] | [ 26 ] | [ 29 ] |

Weiterndorf
| Jahr      | 001818 | 001840 | 001861 | 001871 | 001885 | 001900 | 001925 | 001950 | 001961 | 001970 | 001987 | 002007 | 002016 |
| Einwohner | 125    | 131    | 127    | 110    | 137    | 120    | 138    | 189    | 182    | 203    | *312   | *602   | *561   |
| Häuser    | 24     | 22     |        |        | 27     | 27     | 28     | 27     | 31     |        | *83    |        |        |
| Quelle    | [ 21 ] | [ 22 ] | [ 24 ] | [ 26 ] | [ 29 ] | [ 32 ] | [ 34 ] | [ 35 ] | [ 16 ] | [ 36 ] | [ 37 ] |        | [ 2 ]  |

## Religion
Weiterndorf ist seit der Reformation evangelisch-lutherisch geprägt und war ursprünglich nach St. Johannes (Bürglein) gepfarrt, seit 1818 ist die Pfarrei Heilsbronn zuständig. Die Einwohner römisch-katholischer Konfession sind nach Unsere Liebe Frau (Heilsbronn) gepfarrt.